# ایستگاه ریچموند (لندن)
ایستگاه ریچموند (انگلیسی: Richmond) یکی از ایستگاه‌های خط ناحیه متروی لندن، خط شمال متروی زمینی لندن و راه‌آهن انگلستان است.
این ایستگاه که در ریچموند، لندن قرار دارد در سال ۱۸۴۶ میلادی تأسیس شده‌است.